# Harkemase Boys
El Harkemase Boys es un club de fútbol neerlandés, del pueblo de Harkema, en la provincia de Frisia. Fue fundado en 1946 y juega en la Hoofdklasse, la tercera división de fútbol del país.

## Palmarés
- Hoofdklasse (2): 2002-03, 2008-09
- Copa del distrito Norte (6): 2005-06, 2006-07, 2008-09, 2010-11, 2012-13, 2014-15